# IPod touch (1re génération)

L’iPod touch (1re génération), également connu sous le nom de iPod touch 1 ou iPod touch 1G est un baladeur numérique modèle de la 1re génération d'IPod touch de la marque Apple. L'appareil est doté d'un Écran tactile.

## Histoire
La première génération d'iPod touch est lancée quelques mois après le premier iPhone 2G en tant qu'appareil complémentaire,. Il présente des caractéristiques similaires, mais une conception plus fine avec un dos entièrement métallique à l'exception d'un petit angle pour le WiFi, ce qui lui permet d'utiliser Safari pour naviguer sur les sites web. Il utilise le même connecteur dock 30 broches que les iPods précédents.